# Джон Дос Пассос
Джон Родеріґо Дос Пассос (англ. John Roderigo Dos Passos; 14 січня 1896, Чикаго — 28 вересня 1970, Балтимор) — американський письменник португальського походження. Дід письменника за батьком, Мануел Жоакім Душ Пассуш (Manuel Joaquim Dos Passos), — виходець із селища Понта-ду-Сол на острові Мадейра, який емігрував до США в 1830 році.

## Життєпис
Народився в Чикаго в сім'ї успішного адвоката. Після закінчення престижної школи в Коннектикуті в 1907 році в супроводі наставника відправився за кордон вивчати класичне мистецтво, літературу й архітектуру. Протягом шести місяців він відвідав Францію, Англію, Італію, Грецію і Близький Схід. Закінчив Гарвардський університет (1913–1916). Влітку 1918 року був мобілізований в армію США і відправлений до Парижа. Армійське начальство дозволило йому відвідувати курси з антропології в Сорбонні. У роки першої світової війни працював водієм санітарної машини. Писати почав у воєнні роки. Після війни багато подорожував по Європі як кореспондент кількох американських газет.
У 1927 році відбулася подія, що істотно вплинула на світогляд Дос Пассоса, — страта анархістів Нікола Сакко і Бартоломео Ванцетті. Дос Пассос пережив душевну кризу, підсумком якої стала трилогія «США»: «42-а паралель» (1930), «1919» (1932) і «Великі гроші» (1936). Ця трилогія — вершина творчості Дос Пассоса. З роками він ставав дедалі консервативнішим у своїх поглядах, і це не могло не позначитися на його творчості. В 1960-ті роки книги Дос Пассоса ще продовжували виходити, але ані критики, ані широка публіка їх практично не помічали.
Товаришував з Гемінґвеєм. До його розриву з Гемінґвеєм привела поїздка з останнім добровольцем на Громадянську Війну в Іспанії. За іншими даними, Дос Пассос виїхав з Іспанії і згодом порвав з лівим рухом після того, як резидентура НКВС у Мадриді розстріляла його друга-вченого і перекладача Хосе Роблеса.
Спосіб життя і дух 20 століття найповніше зображені в романі «Мангаттен» (Manhattan Transfer, 1935), який досліджує міське життя Нью-Йорка, і в трилогії «США» (U.S.A., 1930–1936) — «42-а паралель» (The 42nd Parallel, 1930), «1919» (Nineteen-Nineteen, 1931), «Великі гроші» (The Big Money, 1936), яка дає докладний огляд індустріальної Америки за 1898–1929 роки. Трилогія позбавлена зв'язної фабули, це калейдоскоп епізодів з життя найрізноманітніших персонажів, свого роду зріз американського суспільства.
Романи «Пригоди молодої людини» (Adventures of а Young Man, 1939), «Перший номер» (Number One, 1943) і «Великий задум» (The Grand Design, 1949) склали другу трилогію Дос Пассоса, яка вийшла в 1952 році окремою книгою під назвою «Округ Колумбія» (District of Columbia). Йому належать іще кілька романів, у тому числі «Як найлегше досягти успіху» (Most Likely to Succeed, 1954) і «В середині століття» (Midcentury, 1961), збірка віршів «Візок на прив'язі» (A Pushcart at the Curb, 1922); п'єси «Сміттяр» (The Garbage Man, 1926), «Авіакомпанія» (Airways, Inc., 1929) і «На висотах успіху» (Fortune Heights, 1934); книги дорожніх нотаток «Росінант знову в дорозі» (Rossinante to the Road Again, 1922), «Східний експрес» (Orient Express, 1927), «У всіх краях» (In All Countries, 1934), «З війни на війну» (Journey Between Wars, 1938); і дві збірки соціологічних статей — «На чому ми стоїмо» (The Ground We Stand On, 1941) і «Стан країни» (State of Nation, 1944). Серед його останніх творів — «Війна містера Вілсона» (Mr. Wilson's War, 1962) і «Найкращі часи» (The Best Times, 1967).
Помер Джон Дос Пассос у Балтиморі 28 вересня 1970 року.

## Політичні погляди
У молодості дотримувався лівих поглядів. Вважав США «нацією двох народів» — багатих та бідних. Із захопленням відгукувався про робітничий рух в США.
У 1928 році провів декілька місяців в СРСР, вивчаючи комунізм.
У 30-х роках працював у комісії Дьюї — суспільній групі, яка розслідувала звинувачення проти Троцького на Першому московському процесі (1936).
Розірвав з комунізмом радянського типу після поїздки в Іспанію під час громадянської війни.

## Переклади українською
Українською мовою окремі твори Джона Доса Пассоса перекладали Василь Мисик, Ганна Касьяненко, Марія Лисиченко тощо.
Найперший український переклад письменника,  роману «The 42nd Parallel», в 1931 р. виконав на той момент поет-«плужанин», прозаїк і дипломований перекладач Василь Мисик (1907—1983), у подальшому — лауреат профільної премії імені Максима Рильського (1977), перший відомий на ім’я перекладач Джона Дос Пассоса в Україні взагалі, редактор і куратор багатотомного видання цього прозаїка, публікація якого розпочалася, але так і не була завершена в столичному видавництві «Література і мистецтво» (1934—1935). На жаль, згідно з рукописним автопереліком перекладених В. Мисиком творів, що зберігається в Харківському літературному музеї (НДФ-8576), завершений переклад роману «42-а паралеля», яким перекладач намагався випередити російського видавця, з невідомих причин опубліковано так і не було, а сам автограф утрачено. За спогадами Григорія Костюка (1902—2002), товариша В. Мисика і на той момент аспіранта НДІ літературознавства ім. Шевченка (тобто суч. Інститут літератури імені Тараса Шевченка НАН України), перекладач так говорив про свою роботу над текстом: «Для мене це корисна вправа. Я все глибше і глибше входжу в світ англійської мови, в її синтаксу, синоніміку, а головне — ідіоматику. Дос Пассос у цьому сенсі для мене цілий скарб». У 1950/51 р. в рамках Гарвардського проекту (Harvard Refugee Interview Project / Harvard Project on the Soviet Social System) Григорій Костюк стверджував, що Василь Мисик переклав три томи Джона Дос Пассоса, але найпевніше, це є помилкою.
Перші опубліковані переклади з'явилися в періодиці. Всі вони фрагментарні:
- Пасос Дос, Джон. Уеслей Еверест: Оповідання[13] [ймовірно, пер. з рос.]  / Худож. Д. Журавицький // Всесвіт. — 1933. — № 2. — С. 14-15.
- Пасос Дос, Джон.  "Мангатан". Уривок із роману.  Пер. з англійської В. Лисиченко (sic! Напевне, треба: Марії Лисиченко) //Глобус, №5, березень 1933, с. 11-13.
- Пассос, Джон. 1919: Роман-кінохроніка XX  / Пер. з англ. В. Мисика // Червоний шлях. — 1934. — № 1. — С. 134-165; № 2/3. — С. 135-153; № 4. — С. 126-146; № 5. — С. 134-162; № 6. — С. 109-124; № 7/8. — С. 90-136; № 9. — С. 80-109; № 10. — С. 72-117.

У подальшому Джона Дос Пассоса видавало харківсько-київське видавництво «Література і мистецтво», запланувавши кількатомне видання «Творів». Перший том, виданий 1934 році, містив роман «Три солдати» в перекладі Ганни Касьяненко, другий том, виданий у 1933 році, містив роман «Менгеттен» у перекладі Марії Лисиченко, а четвертий том, виданий у 1935 році, містив роман «1919» у перекладі Василя Мисика, чиє імя в самій публікації вже не згадано через арешт перекладача. Збірку творів у повному обсязі не було завершено, світ побачили лише 1, 2 та 4 томи.
- Джон Дос Пассос. Три солдати (Твори. Т.1) . Переклад з англійської  Ганни Касьяненко[15]. Київ-Харків: Література і мистецтво, 1934. 278.
- Джон Дос Пассос. Менгеттен (Твори. Т.2) . Переклад з англійської Марії Лисиченко. Київ-Харків: Література і мистецтво, 1933. 268 .
- Джон Дос Пассос. 1919 (Твори. Т.4). Київ-Харків: Література і мистецтво, 1935. 300с. Опубліковано анонімно.[16]